# Пака (ураган)
Тайфун «Пака» (англ. Typhoon Paka), також відомий на Філіппінах як «Тайфун Рубінг» (англ. Typhoon Rubing) — останній тропічний циклон тихоокеанського сезону ураганів і тайфунів 1997 року та один із найсильніших тихоокеанських тайфунів у грудні.
Тайфун «Пака» вперше торкнувся Маршаллових Островів, де пройшли сильні дощі та завдано збитків на 80 мільйонів доларів. Пізніше він пройшов на північ від Гуаму, де сильний вітер зруйнував близько 1500 будівель і пошкодив ще 10 000; 5000 людей залишилися без даху над головою, а острів пережив повне відключення електроенергії після тайфуну. Збитки, завдані острову, склали 500 мільйонів доларів США. Пака також завдав незначної шкоди на Північних Маріанських островах, і загалом тайфун не призвів до смертельних випадків.

## Метеорологічна історія
Коли погодні умови в північній частині Тихого океану переходили від пізньої осені до ранньої зими, конвекція поширилася на схід від міжнародної лінії зміни дат. Наприкінці листопада дві зони низького тиску на протилежних сторонах екватора; циклон у південній півкулі зрештою перетворився на Циклон Пем, тоді як циклон у північній півкулі сформував зону конвекції приблизно за 2000 км (1200 миль) на південний-захід від Гаваїв. Зона низького тиску поступово організовувалась, коли  дрейфувала на північний-схід, і 28 листопада воно переросло в Тропічну депресію Five-C приблизно в 465 км (289 миль) на північний захід від атолу Пальміра. Оперативно Центральний тихоокеанський центр ураганів (CPHC) видавав попередження в системі до 2 грудня.
Тропічна депресія продовжувала дрейфувати на північний-схід і не змогла значно посилитися. 1 грудня він повернувся на захід через наявність сильного антициклону на його півночі, що тягнеться на захід за міжнародну лінію зміни дат. 2 грудня, на основі супутникових оцінок, CPHC кваліфікував депресію як тропічний шторм Пака, хоча вона розташована приблизно в 1000 км (620 миль) на південний-схід від атолу Джонстон. Через наявність високої хмарності, синоптикам іноді було важко визначити місцезнаходження циркуляції. Перетворившись на тропічний шторм, циклон залишався майже нерухомим близько двох днів, перш ніж відновити повільний рух на південний-захід. Він постійно посилювався через теплу температуру води, і 3 грудня шторм досяг швидкості вітру 105 км/год (65 миль/год). Однак наступного дня він зіткнувся з сухим повітрям і почав слабшати; до 6 грудня вітер зменшився до мінімального статусу тропічного шторму приблизно на 12 годин. Згодом Пака почав знову посилюватися, і 7 грудня шторм перетнув міжнародну лінію зміни дат у західній частині північної частини Тихого океану з вітром 80 км/год (50 миль/год).
Після входу в західну частину Тихого океану обов’язки попередження про тропічні циклони були передані від CPHC Японському метеорологічному агентству (JMA), і JMA спочатку оцінило Паку як шторм зі швидкістю 65 км/год (40 миль/год). Об’єднаний центр попередження про тайфуни (JTWC) неофіційно взяв на себе обов’язки щодо попередження інтересів Міністерства оборони Сполучених Штатів. Пака продовжував посилюватися після перетину датової межі, і з кінця 7 грудня до початку наступного дня він залишався сильним тропічним штормом. Однак зсув вітру на верхньому рівні збільшився, і знову ослаб. О 12:00 UTC 9 грудня JTWC оцінив Паку як тропічний шторм зі швидкістю 85 км/год (53 милі/год) і прогнозує, що він продовжить слабшати. До 10 грудня зсув почав зменшуватися, коли шторм просувався через Маршаллові острови, і тієї ночі JTWC підвищив статус Пака до тайфуну. Пака офіційно отримав статус тайфуну, коли JMA класифікувала його зі швидкістю вітру 120 км/год (75 миль/год) о 00:00 UTC 11 грудня.

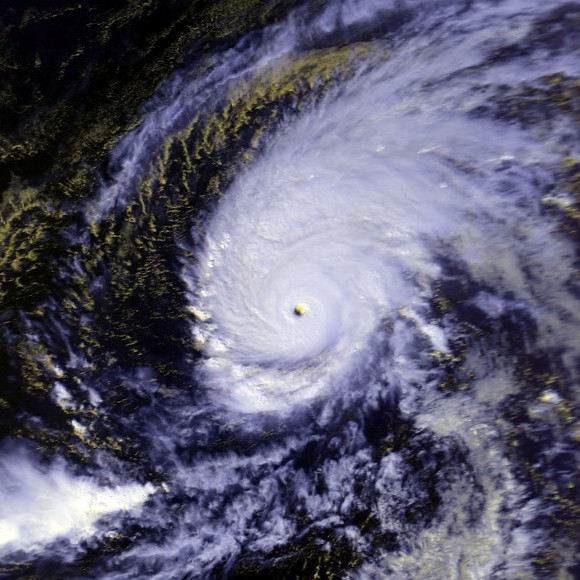
Супертайфун Пака 15 грудня

Після досягнення статусу тайфуну Пака досить швидко посилився, і до 12 грудня він досяг стійких вітрів 150 км/год (93 милі/год) протягом десяти хвилин (10 хвилин) або 215 км/год (134 милі/год ). протягом однієї хвилини (1 хв). Згодом він ненадовго ослаб, оскільки його рух вперед посилився. Однак Пака знову посилився, і о 12:00 UTC 14 грудня він отримав неофіційний статус супертайфуну 5 категорії, перебуваючи над відкритим Тихим океаном із приблизно 1-хвилинним тривалим вітром 260 км/год (160 миль/год). У той же час JMA класифікувала його як 10-хвилинний вітер зі швидкістю 175 км/год (110 миль/год). Після досягнення початкового піку інтенсивності Пака пройшов цикл заміни очної стінки і почав слабшати в міру наближення до південних Маріанських островів; Доплерівський метеорологічний радар NEXRAD з Гуаму виявив наявність первинної очної стінки діаметром 74 км (46 миль) із фрагментованою внутрішньою стінкою хмари діаметром 19 км (12 миль). Крім того, супутникові знімки вказали на мезовихор очної стінки всередині ока тайфуну. Він уповільнився і почав знову посилюватися, продовжуючи рух на захід, і о 05:30 UTC 16 грудня північна частина зовнішньої стінки ока Пака пройшла над островом Рота; Через 20 хвилин південна частина хмари внутрішньої стіни перемістилася через північну Гуам. Проходячи через канал Рота, центр Паки проходив приблизно за 8 км (5,0 миль) на північ від північного краю Гуаму, найближчого підходу до острова.
Тайфун «Пака» продовжував стабільно посилюватися після того, як пройшов повз Маріанські острови, і пізно 17 грудня він досяг свого піку інтенсивності 185 км/год (115 миль/год) протягом 10 хвилин, перебуваючи в 440 км (270 милях) на північний-захід від Гуаму. Вранці 18 грудня JTWC оцінив це як досягнення максимальної швидкості вітру 295 км/год (183 миль/год) 1 хв вітру ). 19 грудня він увійшов у зону відповідальності Філіппінського управління атмосферних, геофізичних і астрономічних служб (PAGASA) і отримав назву Рубінг. Невдовзі після цього Пака переміщався через зону поступово зростаючого зсуву вітру, що призвело до стійкої тенденції до ослаблення. До 21 грудня вітер зменшився до статусу тропічного шторму. Наступного дня він перетворився на тропічну депресію, перш ніж розсіятися 23 грудня.